# Botschaft Mosambiks in Berlin

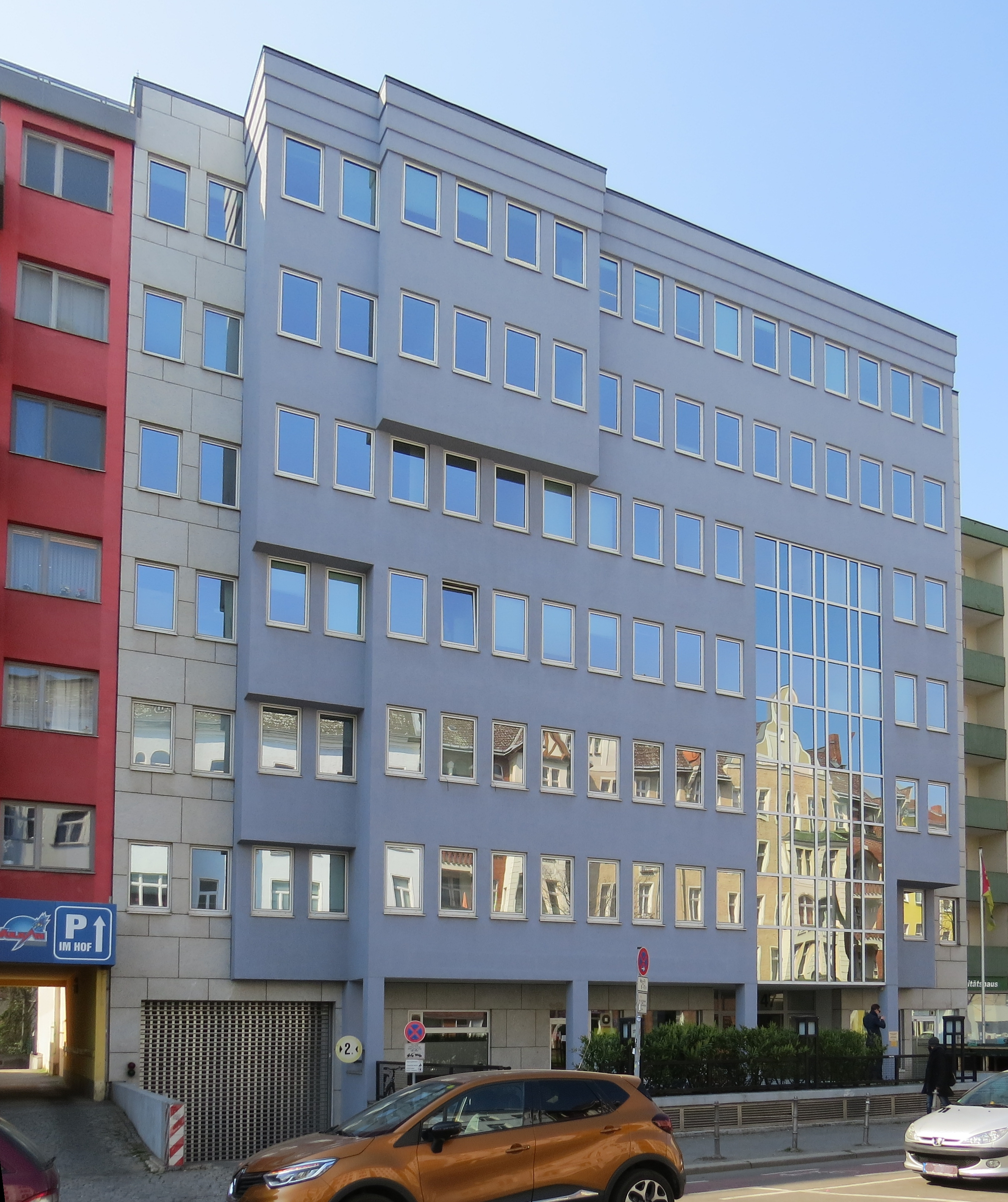
Botschaftsgebäude in der Stromstraße 47 (2019)

Die Botschaft Mosambiks in Berlin ist die diplomatische Vertretung der Republik Mosambik (portugiesisch: Moçambique) in der Hauptstadt der Bundesrepublik Deutschland. Ihr Sitz befindet sich in der Stromstraße 47 im Ortsteil Moabit des Bezirks Mitte.
Botschafter ist seit dem 30. Mai 2024 Elias Jaime Zimba.
Die Botschaft in Deutschland nimmt zugleich die diplomatische Vertretung für Österreich, Polen, Tschechien, Ungarn und Vatikanstadt wahr. Mosambik unterhält Honorarkonsulate in Hamburg und München.

## Geschichte der diplomatischen Beziehungen
Mosambik wurde am 25. Juni 1975 unabhängig. Am gleichen Tag nahmen die damalige Volksrepublik Mosambik und die DDR diplomatische Beziehungen auf. Sie endeten mit der deutschen Wiedervereinigung im Jahr 1990.
Die Botschaft Mosambiks in Ost-Berlin befand sich in der damaligen Clara-Zetkin-Straße 97 (seit 1992 wieder Dorotheenstraße). Letzter Botschafter in der DDR war seit 1984 Julio Gonçalo Braga.
Am 3. Februar 1976 nahmen Mosambik und die Bundesrepublik Deutschland diplomatische Beziehungen auf. Der Botschafter Mosambiks in Brüssel war in der Bundesrepublik zweitakkreditiert.
Mit der deutschen Wiedervereinigung im Jahr 1990 richtete Mosambik in der Adenauerallee 46 in Bonn eine Botschaft ein. Aufgrund des Umzugs von Bundestag und Regierung nach Berlin verlegte die Botschaft im Jahr 2000 ihren Sitz in die Stromstraße 47 in Berlin-Moabit.

## Botschafter
- 2006: Carlos dos Santos
- 24. November 2011: Amadeu Paulo Samuel da Conceição[10]
- 7. Mai 2019: Sérgio Nathú Cabá[11]
- 30. Mai 2024: Elias Jaime Zimba[12]

## Aufgaben der Botschaft (Auswahl)
- Vertretung der Interessen Mosambiks in Deutschland
- Herstellung und Pflege politischer, wirtschaftlicher, wissenschaftlicher und touristischer Beziehungen zwischen Deutschland und Mosambik (bilateral und international)
- Wahrnehmung aller personellen Angelegenheiten von Bürgern der Republik Mosambik in Deutschland

## Gebäude

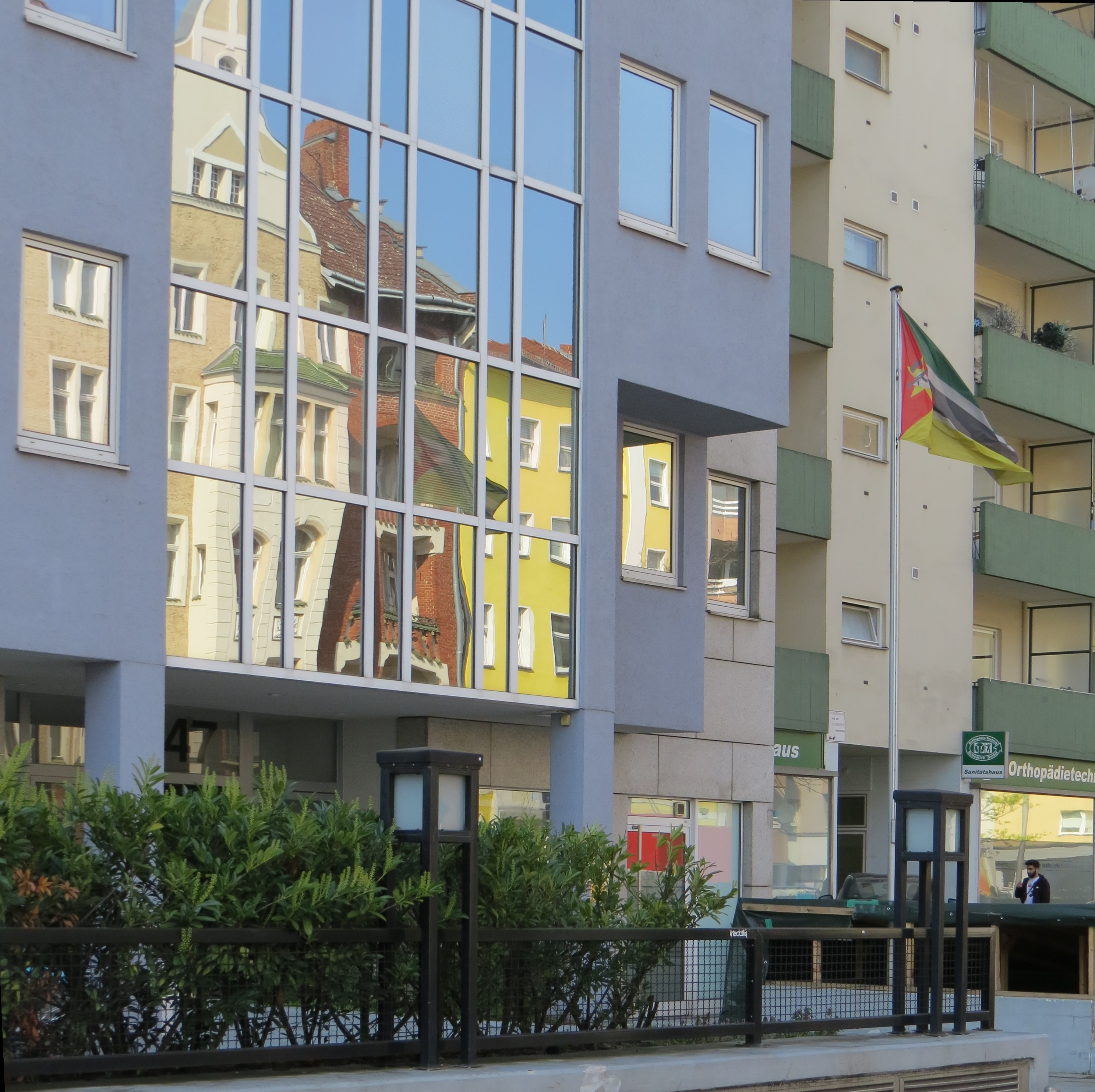
Fassade, daneben gehisste Staatsflagge

Die Botschafts Mosambiks hat ihren Sitz in einem siebengeschossigen Büro- und Geschäftshaus. Es wurde 1992 bis 1994 nach Plänen des Architekten Manfred Pechtold errichtet. Die Botschaftsräume befinden sich in der ersten Etage des Hauses.

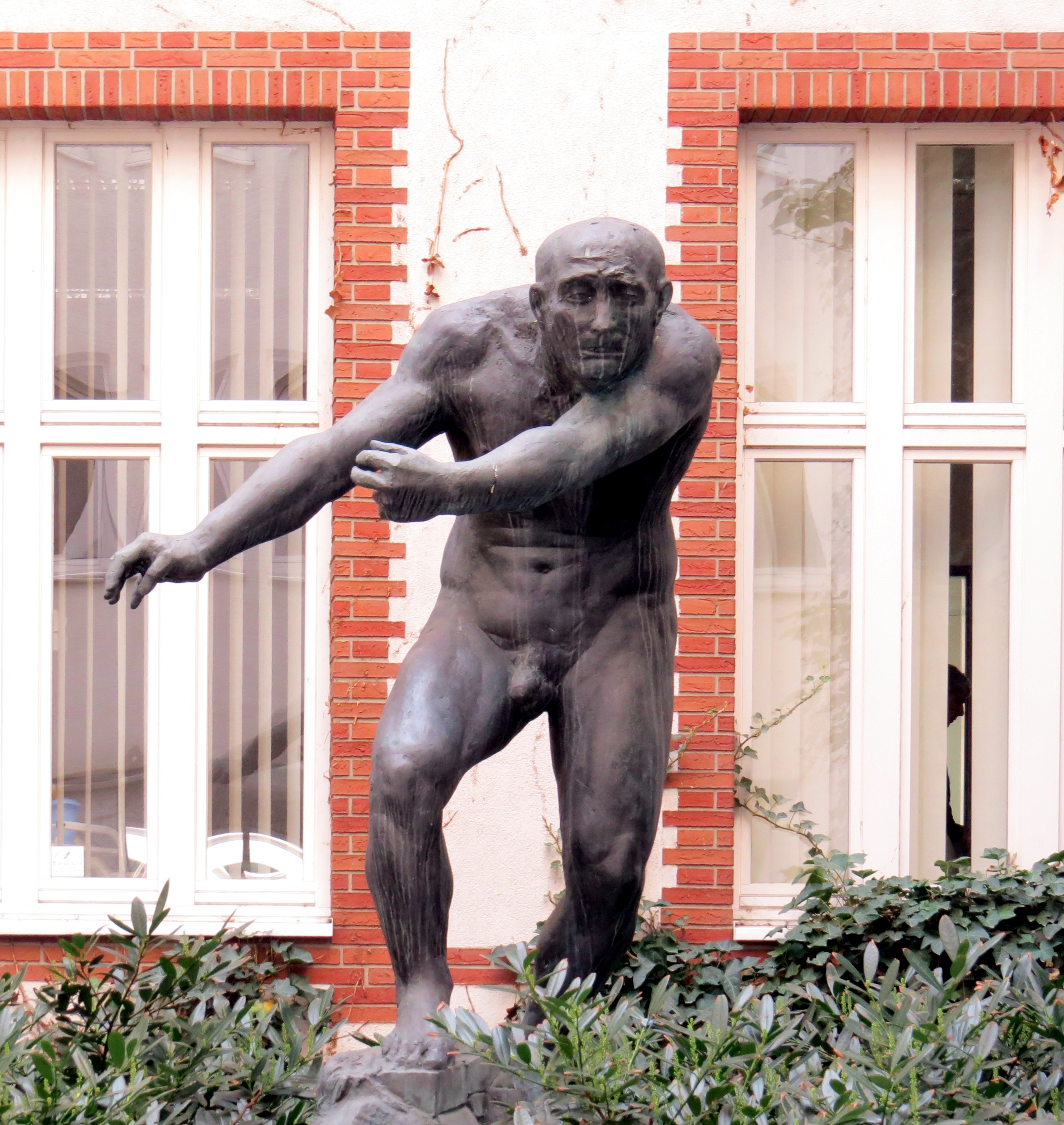
Bronzeskulptur Der Nackte

Im Erdgeschoss befindet sich eine öffentliche Gaststätte. Auf dem begrünten Hof steht eine Bronzefigur.